# Nõmme (Kasepää)
Pour les articles homonymes, voir Nõmme.
Nõmme est un village de la commune de Kasepää du Comté de Jõgeva en Estonie.
Au 31 décembre 2011, il compte 68 habitants.